# From Japan to Egypt
From Japan to Egypt (arabisch ياباني أصلي, DMG Yābānī Aslī) ist eine 2017 erschienene ägyptische Filmkomödie. Der Film karikiert anhand des Vergleichs mit Japan kulturelle Unterschiede, gesellschaftliche Eigenarten und Missstände in der ägyptischen Gesellschaft.

## Handlung
Muharram, Mitarbeiter eines Tourismusunternehmens, verliebt sich in die hübsche, junge Japanerin Sakura, die für die japanische Botschaft in Kairo arbeitet. Die beiden werden ein Paar, heiraten und bekommen Zwillingssöhne. Doch setzt das chaotische und turbulente Leben in Ägypten, der aus Japan Ruhe und Ordnung gewohnten Sakura derart zu, dass sie die Situation nicht mehr erträgt und mit Muharram und den Kindern in ihre Heimat zurückkehren will. Als ihr Ehemann sich weigert, entreißt sie ihm die beiden Jungen kurzerhand und kehrt mit ihnen nach Japan zurück. Zwischen Sakura und Muharram tobt seither ein jahrelanger Sorgerechtsstreit, der durch Muharrams Auftreten in einer Fernsehsendung auch diplomatische Wellen schlägt, woraufhin die japanische Botschaft versucht zu vermitteln. Sakura stimmt schließlich zu, dass die Kinder für sechs Monate bei ihrem Vater leben dürfen, um dann selbst zu entscheiden, ob sie bei ihm in Ägypten oder ihr in Japan bleiben wollen. Schließlich treffen seine Söhne in Kairo ein.
Muharram scheitert schnell an dem Versuch die kulturelle Überforderung seiner Kinder durch die Nachbarn und ägyptische Gesellschaft zu verhindern, beginnend bei Dingen wie Lautstärke und Tischmanieren bis hin zu Prügelstrafen. Er meldet sie an einer Grundschule an, wo sich die Lehrerin Lubna der beiden Jungen annimmt. Schon bald erkennt sie überdies, dass die beiden Jungen hochbegabt sind, woraufhin sie bald, Lubnas Vorschlag folgend, einige Klassen überspringen.
An einem Tag macht Muharram mit seinen Kinder und Lubna einen Ausflug zu den Pyramiden von Gizeh mit einer anschließenden Fahrt auf dem Nil, bei der seine Kinder das ägyptische Sprichwort: „Wer vom Nil trinkt, der kehrt zu ihm zurück“ in die Tat umsetzen und ungefiltertes Wasser aus dem Nil trinken. Kurz darauf werden sie mit einer Vergiftung ins Krankenhaus gebracht und einer Darmspülung unterzogen. Trotz des Vorfalls beginnen sich die Jungen immer mehr in Ägypten einzuleben, wobei sie Muharrams Meinung nach aber zunehmend schlecht beeinflusst werden.
Schließlich überrascht Sakura die Familie, die aus Japan nach Ägypten gereist ist, und legt Muharram einen gerichtlichen Beschluss vor, dass die Kinder mit ihr am nächsten Tag zurück nach Japan müssen. Daraufhin entführt Muharram seine Kinder zunächst, um sie dem Griff der Behörden zu entziehen, erkennt jedoch seinen Fehler, kehrt mit ihnen zurück und übergibt sie am nächsten Morgen der Mutter. Er begleitet sie mit zum Flughafen, wo sie sich schließlich jedoch von der Mutter loslösen und zu Muharram zurückkehren, um bei ihm in Ägypten zu bleiben.

## Hintergrund
Der Film ist eine Realsatire auf die ägyptische Gesellschaft, die einerseits ihre ganz eigene Herzlichkeit und Wärme zeigt, im Vergleich mit Japan und seinen Sitten und Gepflogenheiten aber wenig gut wegkommt. Dabei werden Missstände durch komische Szenen thematisiert, so etwa das oft chaotische, laute und mitunter wenig rücksichtsvolle Alltagsleben, sowie Armut und die Verschmutzung des Nils.

## Rezeption
In Ägypten war der Film ein großer Kinohit. Auf dem Kritikenportal Internet Movie Database kommt der Film auf eine Durchschnittswertung von 5,5 von 10 Punkten bei 521 abgegebenen Bewertungen.